# Kongō (lớp tàu chiến-tuần dương)
Lớp tàu chiến-tuần dương Kongō (tiếng Nhật: 金剛型巡洋戦艦 - Kongō-gata junyōsenkan) là một lớp gồm bốn chiếc tàu chiến-tuần dương của Hải quân Đế quốc Nhật Bản. Chúng được nâng cấp đáng kể thành những thiết giáp hạm nhanh trong những năm 1930 và hoạt động trong nhiều trận chiến lớn diễn ra tại mặt trận Thái Bình Dương trong Chiến tranh Thế giới thứ hai. Cả bốn chiếc đều bị đánh chìm trước khi chiến tranh kết thúc.

## Thiết kế và chế tạo
Lớp tàu chiến Kongō là lớp tàu chiến Nhật Bản cuối cùng được thiết kế ở nước ngoài, và cung cấp cho Nhật một kiểu mẫu chế tạo cho cả lớp. Chúng được thiết kế bởi kỹ sư hàng hải người Anh Sir George Thurston, và chiếc dẫn đầu của lớp Kongō được chế tạo tại Anh bởi hãng đóng tàu Vickers tại Barrow-in-Furness vào năm 1913. Vào giai đoạn này trong quá trình thiết kế hải quân (trước trận Jutland), khái niệm tàu chiến-tuần dương còn khá hấp dẫn, và có thêm ba chiếc khác trong lớp được chế tạo ngay tại Nhật. Đây là lớp tàu chiến Nhật đầu tiên được trang bị pháo chính cỡ nòng 355 mm (14 inch) đặt trong bốn tháp pháo đôi; và các khẩu pháo hạng hai đặt trong những tháp súng. Theo thông lệ của Hải quân Nhật, cả bốn chiếc đều được đặt tên theo những ngọn núi.
Thiết kế được phát triển riêng bởi Vickers dựa trên thiết kế của chiếc HMS Lion, và khá tiên tiến so với những thiết kế đương thời của Bộ Hải quân Anh Quốc, khi tất cả các khẩu pháo chính đều hướng ra trước hoặc ra sau, loại bỏ sự giới hạn về góc bắn của những khẩu pháo được bố trí giữa tàu. Thiết kế như vậy được coi là thành công đủ để chiếc cuối cùng trong dự án lớp Lion được chế tạo với một thiết kế cải tiến thành chiếc HMS Tiger (1913).
Thiết bị cần thiết trong việc kiểm soát hỏa lực dàn pháo chính đòi hỏi một nền tảng cấu trúc thượng tầng cao và vững chắc, và những chiếc trong lớp Kongō có một cột buồm dạng "tháp chùa" đặc trưng cho các tàu chiến Nhật. Hỏa lực phòng không cũng được tăng cường. Việc hiện đại hóa trong những năm giữa hai cuộc thế chiến đã giảm bớt số lượng nồi hơi, cải thiện sự bảo vệ dưới dạng tăng cường vỏ giáp và đai giáp chống ngư lôi, nên người Nhật đã xếp lại lớp cho chúng thành những "thiết giáp hạm nhanh".

## Lịch sử hoạt động

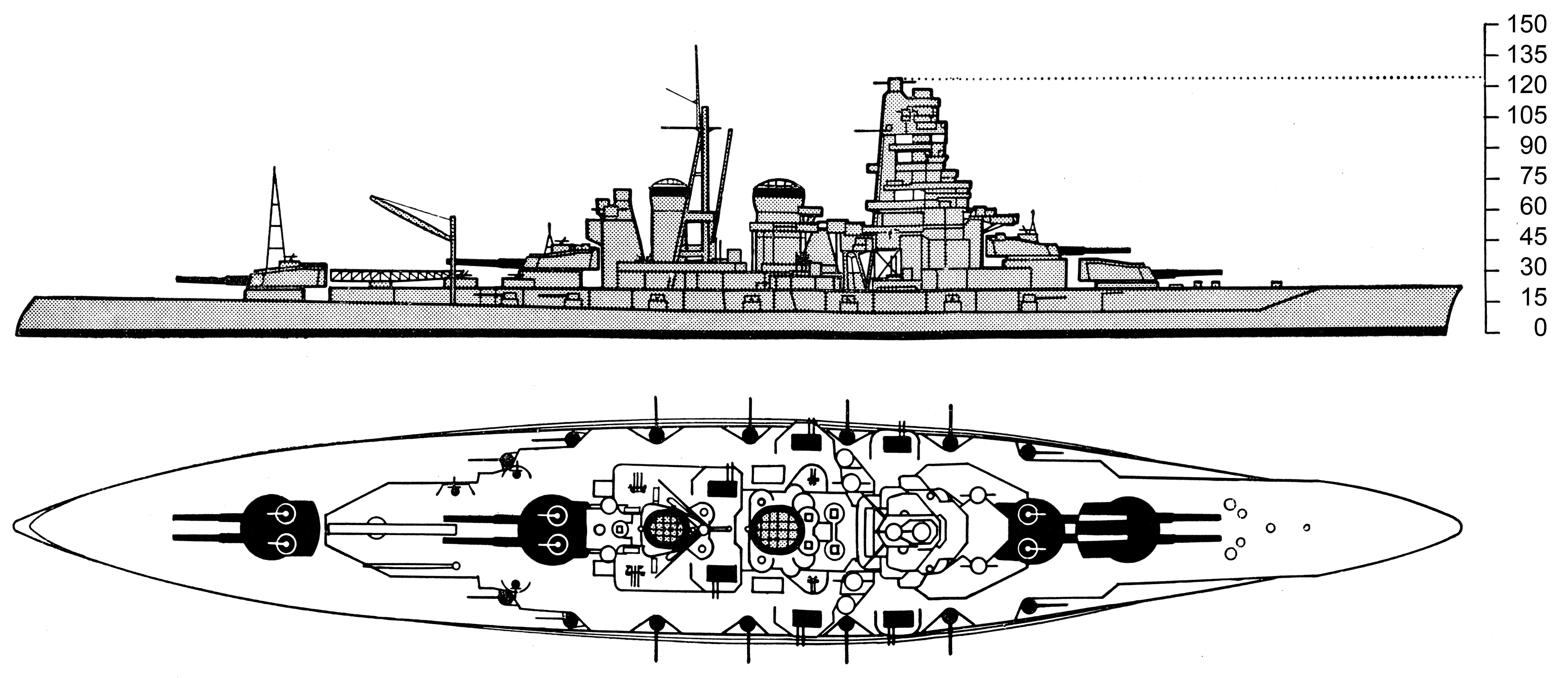
Một bản vẽ của Cục Tình báo Hải quân Mỹ mô tả lớp tàu Kongō trong những năm 1944-1945.

Cho dù được thực hiện các nâng cấp đáng kể, lớp Kongō được cho là có vỏ giáp nhẹ và vũ khí yếu so với những thiết giáp hạm đương thời vào giai đoạn Thế Chiến II.
Cả bốn chiếc đều được sử dụng rộng rãi trong Chiến tranh Thế giới thứ hai, nhờ tốc độ nhanh của chúng so với hầu hết các thiết giáp hạm khác vốn được giữ lại làm lực lượng dự bị. Chúng phục vụ trong vai trò hộ tống các tàu sân bay, và cũng tham gia các cuộc đấu pháo tay đôi và bắn phá đất liền chung quanh khu vực Guadalcanal. Tất cả chúng đều bị đánh chìm vào lúc chiến tranh kết thúc.

## Những chiếc trong lớp
| Tàu              | Đặt lườn            | Hạ thủy              | Hoạt động           | Số phận                                                            |
| Kongō (金剛)     | 17 tháng 1 năm 1911 | 18 tháng 5 năm 1912  | 16 tháng 8 năm 1913 | Bị đánh chìm 21 tháng 11 năm 1944 tại eo biển Đài Loan             |
| Hiei (比叡)      | 4 tháng 11 năm 1911 | 21 tháng 11 năm 1912 | 4 tháng 8 năm 1914  | Bị đánh chìm 13 tháng 11 năm 1942 tại đảo Savo                     |
| Kirishima (霧島) | 17 tháng 3 năm 1912 | 1 tháng 12 năm 1913  | 19 tháng 4 năm 1915 | Bị đánh chìm 15 tháng 11 năm 1942 trong trận Hải chiến Guadalcanal |
| Haruna (榛名)    | 16 tháng 3 năm 1912 | 14 tháng 12 năm 1913 | 19 tháng 4 năm 1915 | Bị đánh chìm 28 tháng 7 năm 1945 tại Kure                          |